# Джоан Глостерська
Джоан Глостерська (англ. Joan of Gloucester; 1384 — 16 серпня 1400) — англійська аристократка, дочка Томаса Вудстока, герцога Глостера, і Елеонори де Богун, онука короля Англії Едуарда III. 20 травня 1392 року була заручена з Гілбертом Толботом, 5-м бароном Толботом. Неясно, чи цей шлюб було укладено. За однією з версій, Джоан стала дружиною Толбота, і причиною її ранньої смерті стали пологи.
Похована в абатстві Волден у Ессексі. Гілберт пізніше одружився з Беатрікс Пінто.